# Miagrammopes extensus
Miagrammopes extensus es una especie de araña araneomorfa del género Miagrammopes, familia Uloboridae. Fue descrita científicamente por Simon en 1889.
Habita en India.